# Rajmund Jakubowicz

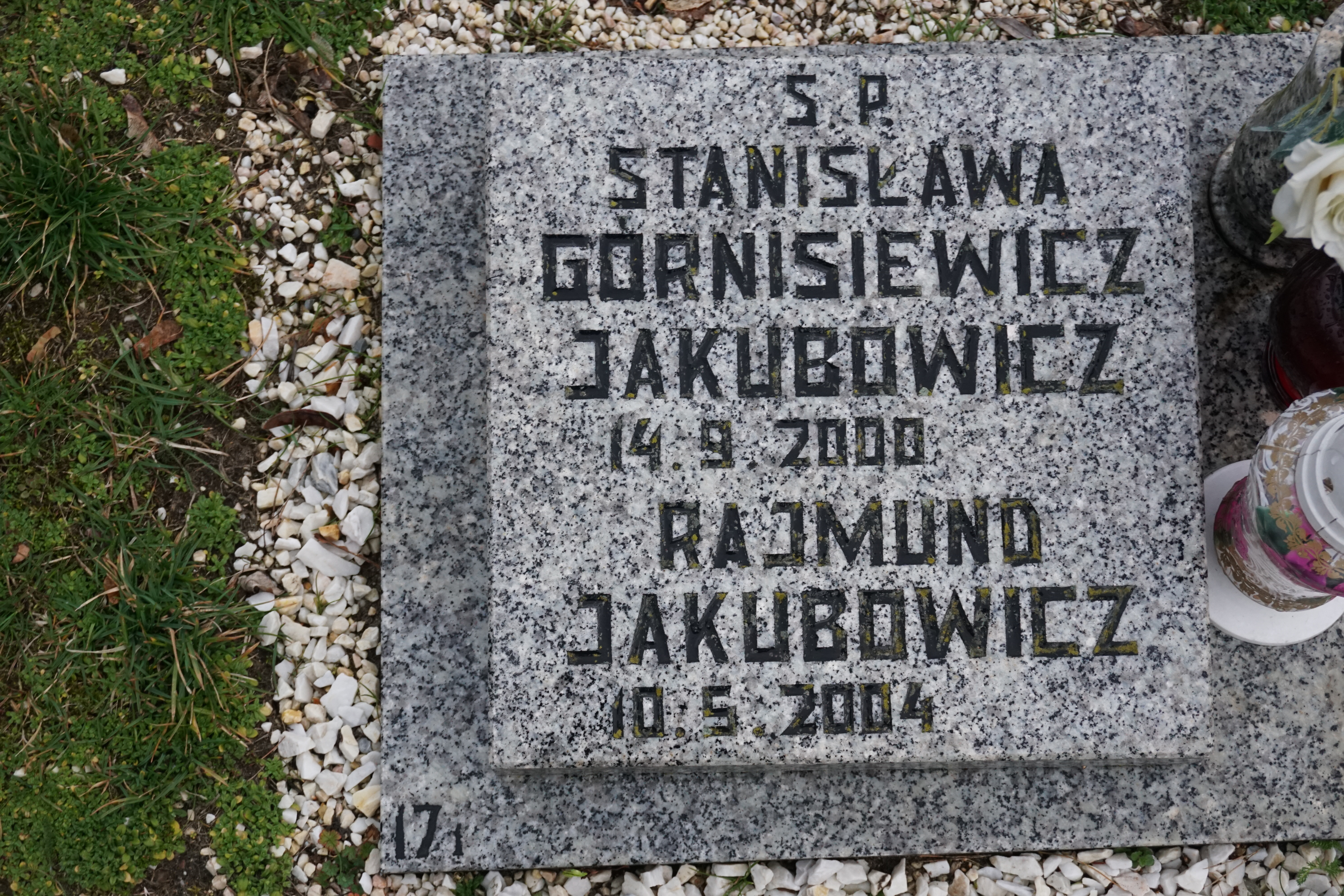
Grób Rajmunda Jakubowicza na cmentarzu Miłostowo w Poznaniu

Rajmund Jakubowicz (ur. 27 lipca 1931 w Poznaniu, zm. 10 maja 2004 tamże) – polski aktor teatralny, filmowy i telewizyjny.

## Życiorys
Urodził się 27 lipca 1931 roku w Poznaniu w rodzinie Bruno Jakubowicza (ur. 1893) i Franciszki z domu Majchrzak (ur. 1897).
1 listopada 1954 zadebiutował na scenie Teatru Lalki i Aktora w Poznaniu. Występował na deskach Teatru Lalki i Aktora w Poznaniu (1954–1956), Teatru Ziemi Lubuskiej w Zielonej Górze (1956–1957 i 1958–1964), Teatru Rozmaitości we Wrocławiu (1957–1958), Teatru Polskiego w Poznań (1964–1977). Najdłużej związany był z poznańskim Teatrem Nowym (1977–1994 i 1997–2004). W latach 1994–1997 przebywał na rencie.
Występował również w Teatrze Telewizji, m.in. w spektaklach: Dług Jana Pawła Gawlika w reż. Jerzego Hoffmana (1969), Ballada żołnierska Jerzego Mańkowskiego w reż. Tadeusza Aleksandrowicza (1970), Godiwa Leopolda Staffa w reż. Daniela Bargiełowskiego (1974), Ostatnie dni Michaiła Bułhakowa w reż. Macieja Wojtyszki (1977), Na dnie Maksima Gorkiego w reż. Izabelli Cywińskiej (1981), Oni Stanisława Ignacego Witkiewicza w reż. Krzysztofa Rogulskiego (1984), Ciemności kryją ziemię Jerzego Andrzejewskiego w reż. Izabelli Cywińskiej jako Galvez (1986) oraz w Damach i huzarach Aleksandra Fredry w reż. Janusza Nyczaka jako Rembo (1991).
Zmarł 10 maja 2004 roku w Poznaniu. Został pochowany 14 maja 2004 roku na cmentarzu komunalnym Miłostowo w Poznaniu na polu urnowym.

## Filmografia
- Szkice węglem (1956) – chłop
- Pułapka (1970) – esesman
- Chłopi (serial telewizyjny) (1972) (odc. 5. Gody)
- Na krawędzi (1972) – Edward
- 40-latek (serial telewizyjny) (1974) – (odc. 5. Kondycja fizyczna czyli walka z metryką)
- Karino (serial telewizyjny) (1974) – Roman, kierowca
- Najważniejszy dzień życia (1974) – syn Grycana (odc. 4. Gąszcz)
- Goryl, czyli ostatnie zadanie... (1989) – kolega Szefa w leśniczówce

## Odznaczenia i nagrody
- Złoty Krzyż Zasługi (1975)
- Odznaka „Za zasługi dla województwa poznańskiego” (1975)
- Wyróżnienie na III FPSW we Wrocławiu za rolę aktora w spektaklu Portret w Lubuskim Teatrze w Zielonej Górze (1962)

## Życie prywatne
Jego żoną była Stanisława Górnisiewicz-Jakubowicz (1925-2000).